# 副島康成
副島 康成（そえじま やすなり）は、日本のゲームクリエイター。

## 人物
『マリオシリーズ』『ゼルダシリーズ』など任天堂ソフトの開発を手がけている、プログラムディレクター。

## 作品
- ファミリーコンピュータ
  - F1レース（1984年11月2日）
  - バルーンファイト（1985年1月22日）
  - スーパーマリオブラザーズ（1985年9月13日）
  - ゼルダの伝説（1986年2月21日）

- スーパーファミコン
  - ゼルダの伝説 神々のトライフォース（1991年11月21日）
  - マーヴェラス 〜もうひとつの宝島〜（1996年10月26日）

- NINTENDO 64
  - ゼルダの伝説 時のオカリナ（1998年11月21日）
  - ゼルダの伝説 ムジュラの仮面（2000年4月27日）

- ゲームボーイアドバンス
  - スーパーマリオアドバンス2（2001年12月14日）

- ニンテンドー ゲームキューブ
  - ゼルダの伝説 神々のトライフォース&4つの剣（2003年3月14日）
  - ゼルダの伝説 4つの剣+（2004年3月18日）

- ニンテンドーDS
  - New スーパーマリオブラザーズ（2006年5月27日）

- Wii U
  - New スーパーマリオブラザーズ U（2012年12月8日）